# 4月18日
4月18日（しがつじゅうはちにち）は、グレゴリオ暦で年始から108日目（閏年では109日目）にあたり、年末まではあと257日ある。

## できごと

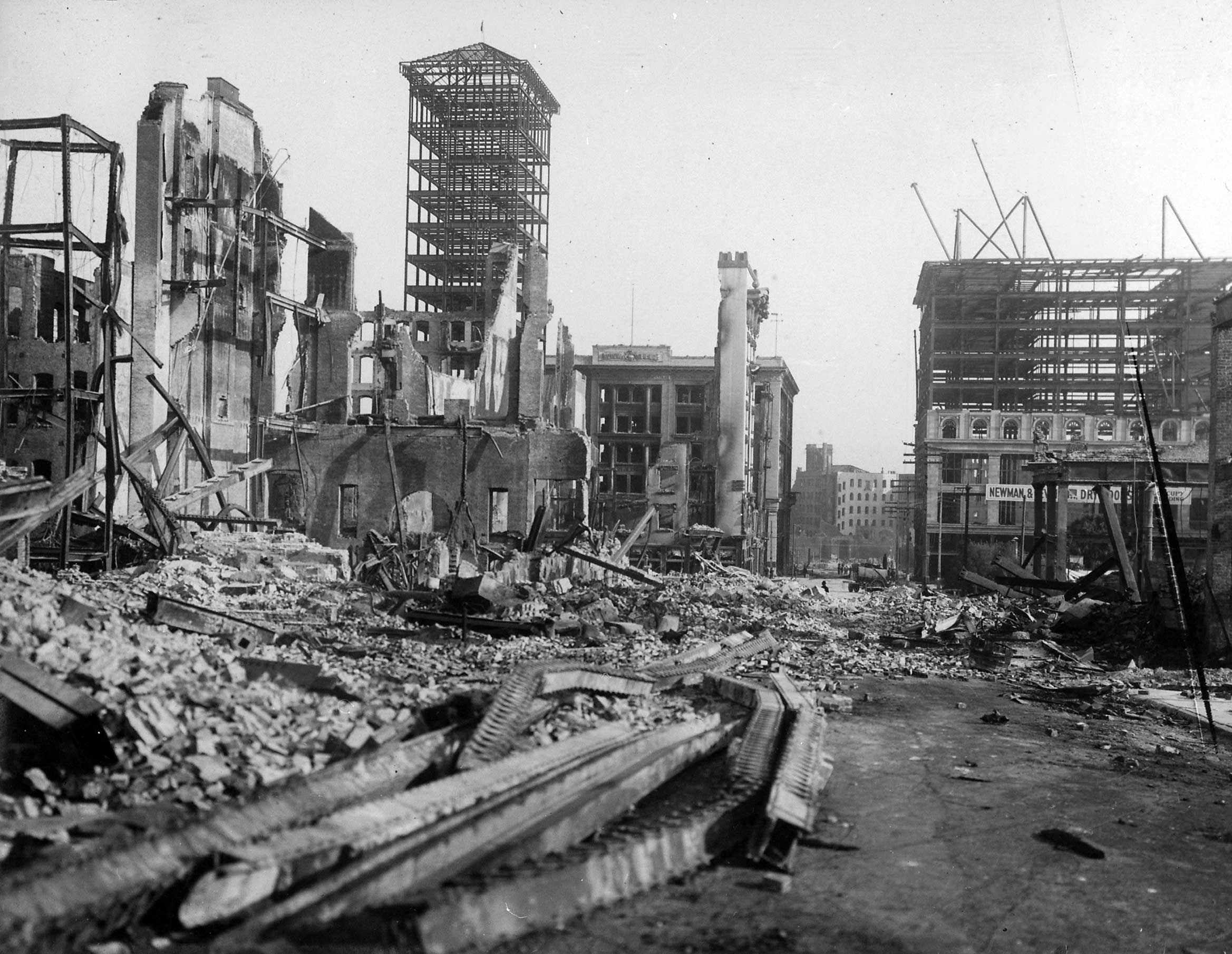
サンフランシスコ地震(1906)。アメリカ西海岸の中心地がロサンゼルスへと移ることになった。

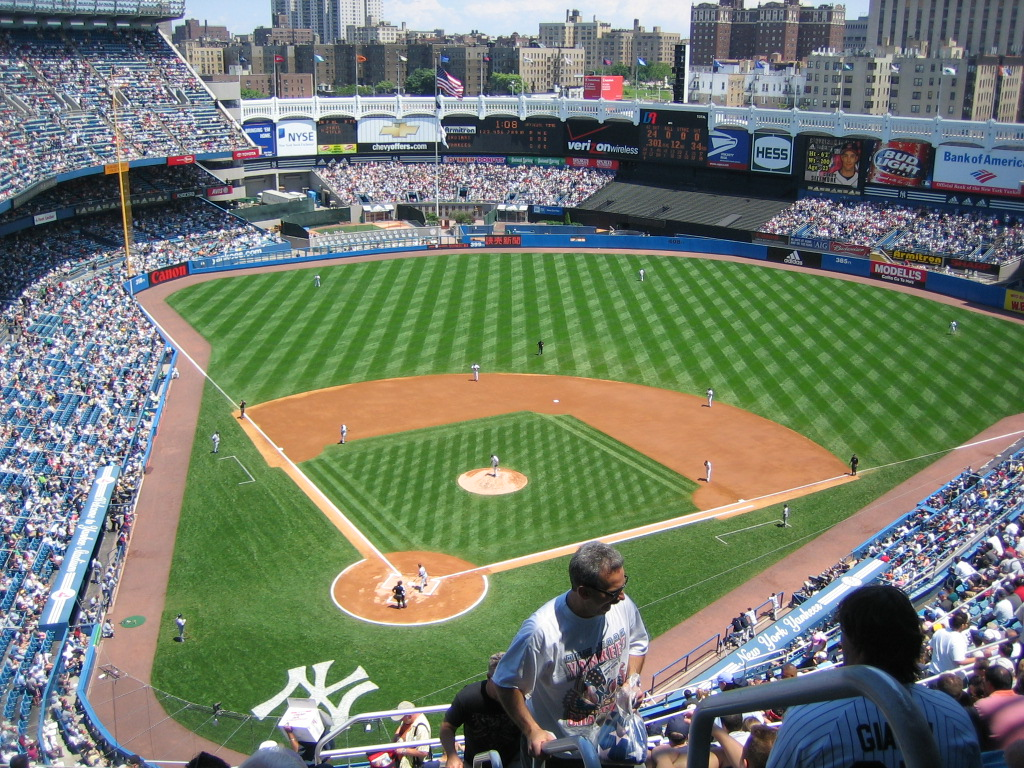
旧ヤンキー・スタジアム開場(1923)

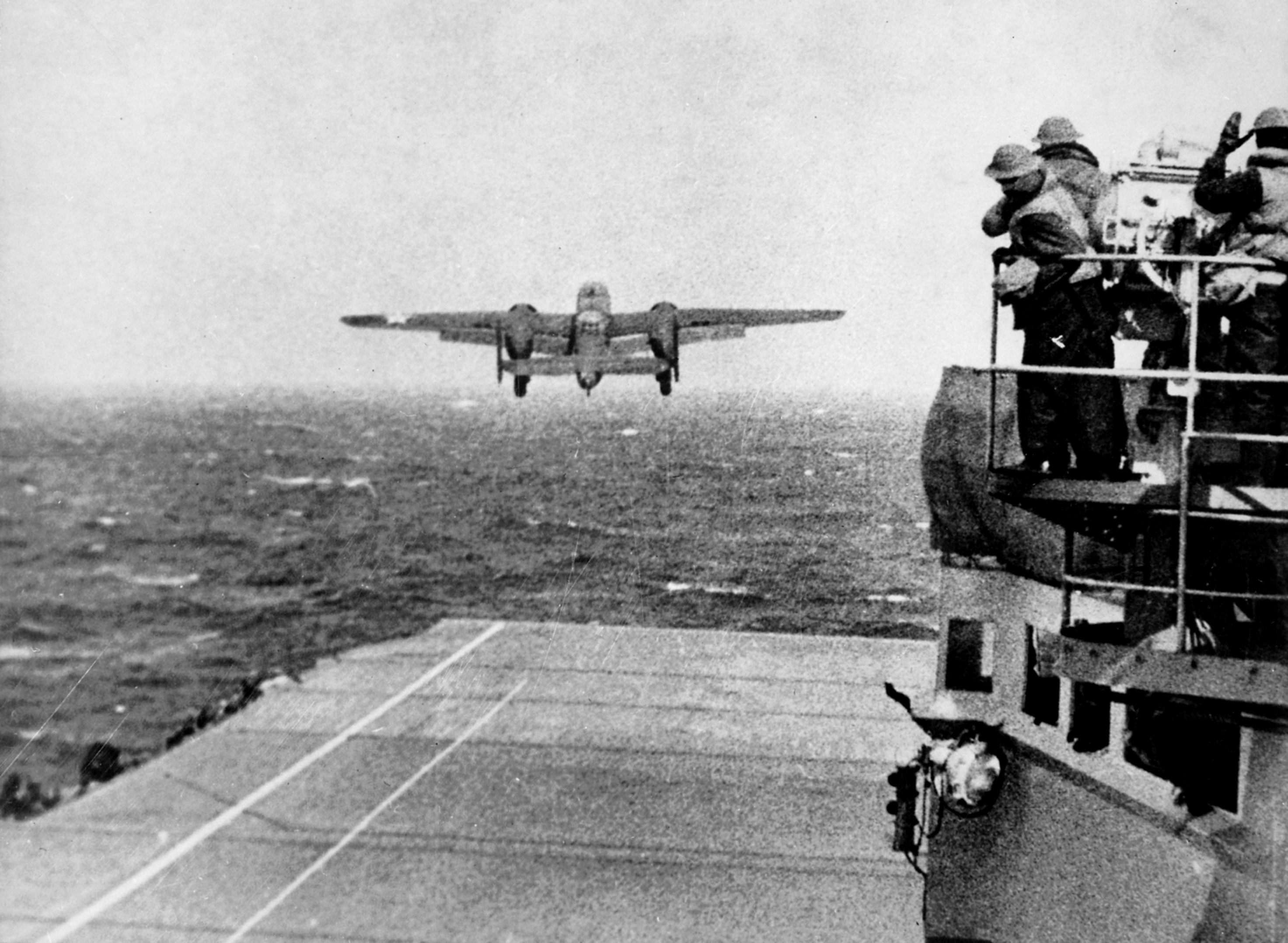
日本本土への初空襲、ドーリットル空襲(1942)

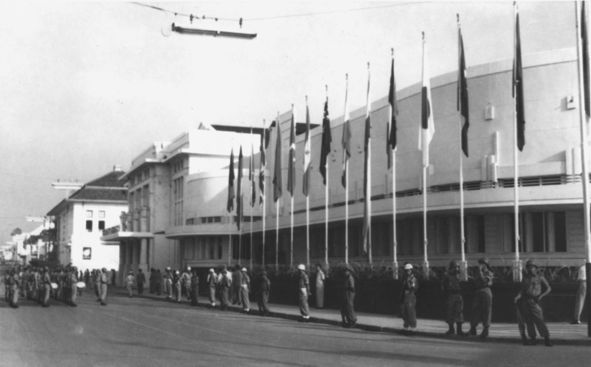
第1回アジア・アフリカ会議(1955)開催

- 1126年（大治元年3月24日） - 藤原清衡が中尊寺の金堂・三重塔の落慶法会を行う。
- 1268年（文永5年3月5日） - 北条時宗が鎌倉幕府執権に就任。
- 1429年（正長2年3月15日）- 足利義教に将軍宣下が行われる。
- 1506年 - 現在のサン・ピエトロ大聖堂の基礎石の設置式典が行われる。
- 1714年（正徳4年3月5日） - 江島生島事件: 大奥御年寄絵島の信濃国高遠への配流が決定[1]。
- 1771年（明和8年3月4日） - 杉田玄白・前野良沢らが、死刑囚の解剖を見学。翌日から医学書『ターヘル・アナトミア』の翻訳にとりかかる。
- 1835年 - メルバーン子爵ウィリアム・ラムがイギリスの第30代首相に就任。
- 1847年 - 米墨戦争: セルロ・ゴードの戦い
- 1863年（文久3年3月13日） - 壬生浪士組のうち京都に残留した芹沢鴨ら24名が京都守護職・会津藩主の松平容保の配下に取立てられる（後の新選組）。
- 1868年（慶応4年3月26日） - 大坂天保山沖で日本初の観艦式が行われる。
- 1864年 - 第二次シュレースヴィヒ＝ホルシュタイン戦争: ドゥッブル堡塁の戦い。
- 1881年 - 西部開拓時代: ビリー・ザ・キッドがリンカーン郡刑務所を脱走。
- 1885年 - 日本と清国が朝鮮出兵に関する天津条約を締結。
- 1897年 - ギリシャ王国とオスマン帝国の間でクレタ島領有をめぐる希土戦争が開戦。
- 1906年 - アメリカ西海岸地区を中心とした大規模なサンフランシスコ地震が発生。
- 1914年 - 大阪の北浜銀行で取り付け騒ぎが起きる[2]。
- 1923年 - ヤンキー・スタジアム開場。
- 1925年 - 国際アマチュア無線連合がパリで結成。
- 1927年 - 蔣介石を中心として南京国民政府（蔣介石政権）が樹立され、中国共産党が排除される。（国共分裂）
- 1931年 - アマチュアの考古学者直良信夫が明石市の海岸で明石原人の人骨を発見[3]。
- 1942年 - 第二次世界大戦・日本本土空襲: 東京・名古屋・四日市・神戸にB-25爆撃機16機が初来襲。（ドーリットル空襲）
- 1942年 - ピエール・ラヴァルがヴィシー政権の首相に就任。
- 1943年 - 第二次世界大戦: 山本五十六海軍大将が、搭乗機をアメリカ軍機により撃墜され戦死（海軍甲事件）。
- 1946年 - 国際司法裁判所が開所。
- 1947年 - イギリス軍の爆撃訓練場となっていたドイツ・ヘルゴラント島で、6800トンの爆弾を使用して旧ドイツ軍の防御設備を爆破。
- 1949年 - アイルランド共和国法の施行によりアイルランドが共和制を宣言し、イギリス連邦を離脱[4]。
- 1949年 - アメリカ海軍が空母「ユナイテッド・ステーツ」を起工。「提督たちの反乱」事件により5日後の4月23日に建造中止。
- 1951年 - 西欧6か国が欧州石炭鉄鋼共同体 (ECSC) を設立するパリ条約に調印。
- 1954年 - ガマール・アブドゥン＝ナーセルがエジプトの実権を掌握。
- 1955年 - 第1回アジア・アフリカ会議（バンドン会議）開催。
- 1956年 - モナコ大公レーニエ3世がアメリカの映画俳優グレース・ケリーと結婚。
- 1972年 - 電子楽器メーカーローランド設立。
- 1973年 - 許諾を得ないレコードの複製からのレコード製作者の保護に関する条約（通称ジュネーブ・レコード条約）発効。
- 1980年 - ジンバブエがイギリスより独立。
- 1983年 - アメリカ大使館爆破事件:在ベイルート大使館で起こった自爆テロ。63人死亡120人負傷。
- 1987年 - 大阪市営地下鉄御堂筋線・我孫子駅 - 中百舌鳥駅間が開業し、全通。
- 1991年 - 日本の海部俊樹首相とソ連のミハイル・ゴルバチョフ大統領が日ソ共同声明に署名。北方領土四島を領土画定協議の対象とすることで合意。
- 1993年 - 岩手県花巻空港において日本エアシステム451便着陸失敗事故発生。機体は大破炎上。重軽傷者58名。
- 1997年 - 東京都江東区大島六丁目の団地でJT女性社員逆恨み殺人事件が発生。7年前（1989年）に同事件の被害者女性（日本たばこ産業〈JT〉社員）に対する強姦致傷事件を起こし、被害者から警察に被害届を出されたことで逮捕・起訴され懲役7年の刑に処された男（同年2月に札幌刑務所を出所）による犯行。
- 2002年 - 新東京国際空港（現成田国際空港）において暫定平行滑走路の供用開始。
- 2007年 - 富山県立山の雷鳥沢で雪崩が発生。3人が巻き込まれ1人が死亡。
- 2010年 - 阪神タイガースの金本知憲が更新していた連続試合全イニング出場が、1,492試合で止まる。
- 2020年 - カナダでノバスコシア州銃撃事件が発生。死者23人は同国で発生した銃撃事件では最悪[5]。

## 誕生日

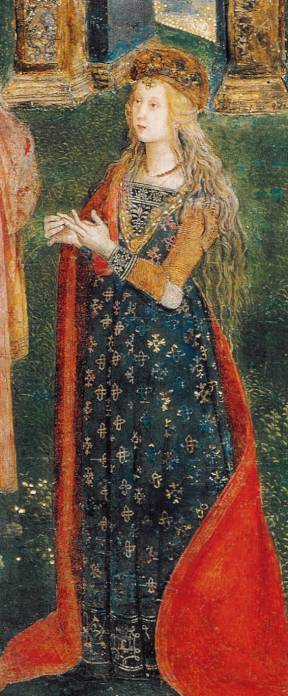
ロドリゴ・ボルジア（第214代ローマ教皇アレクサンデル6世）の娘、ルクレツィア・ボルジア(1480-1519)誕生。

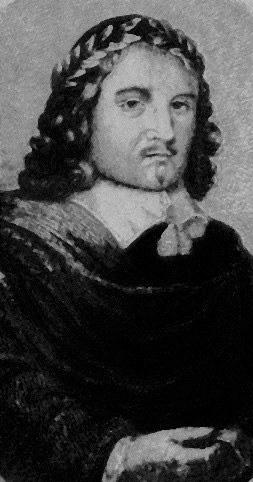
劇作家トマス・ミドルトン(1580-1627)誕生。

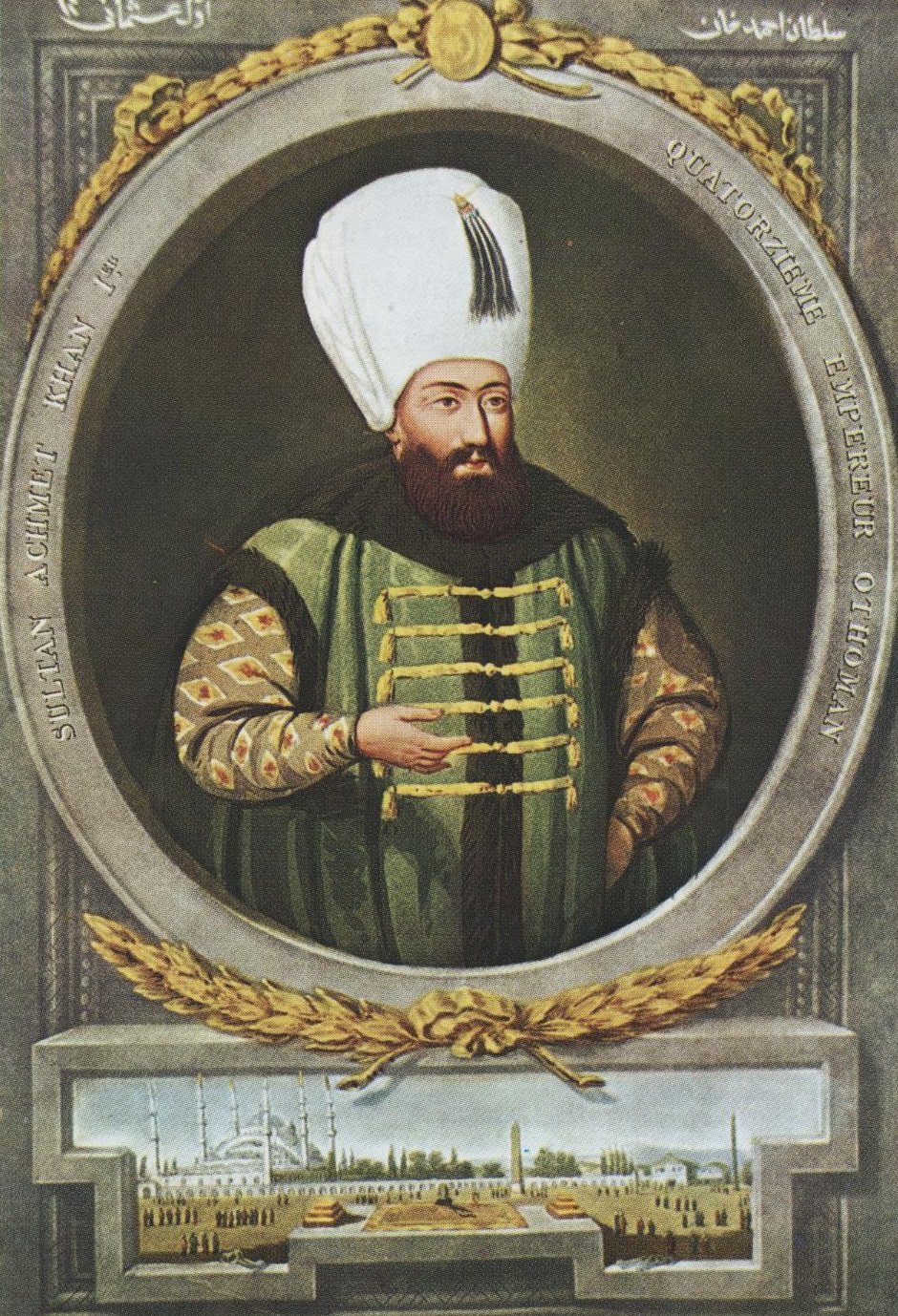
オスマン帝国第14代皇帝アフメト1世(1590-1617)誕生。

オペレッタの作曲家フランツ・スッペ(1819-1895)誕生。

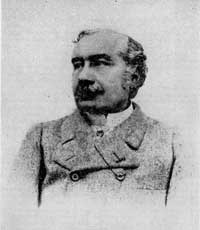
ガリウムなどを発見した化学者、ポール・ボアボードラン(1838-1912)誕生。

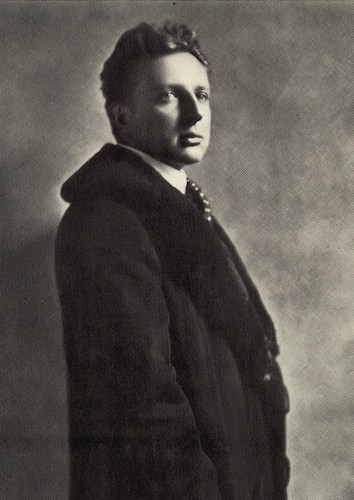
指揮者レオポルド・ストコフスキー(1882-1977)誕生。

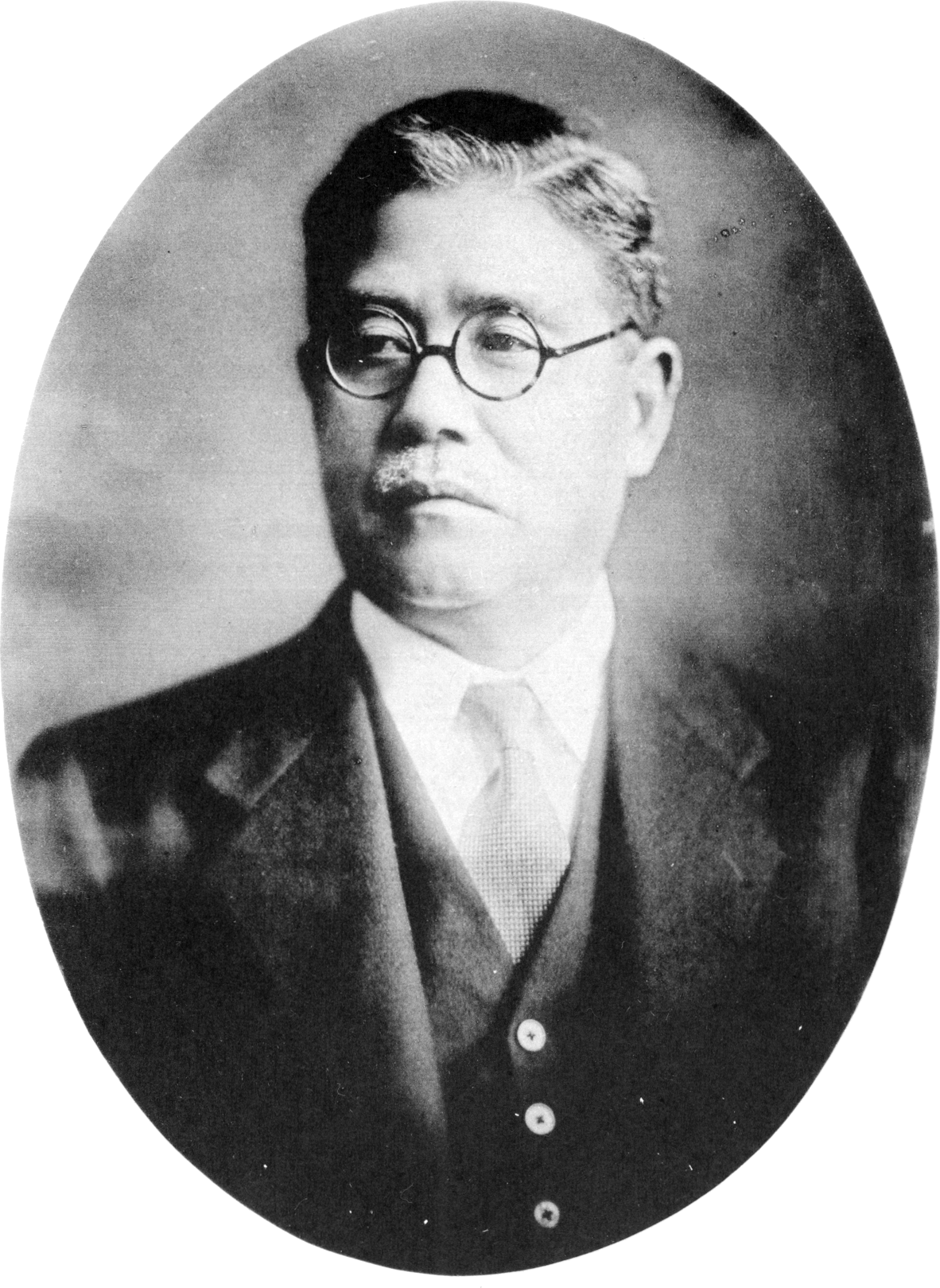
東京急行電鉄の事実上の創業者、五島慶太(1882-1959)誕生。

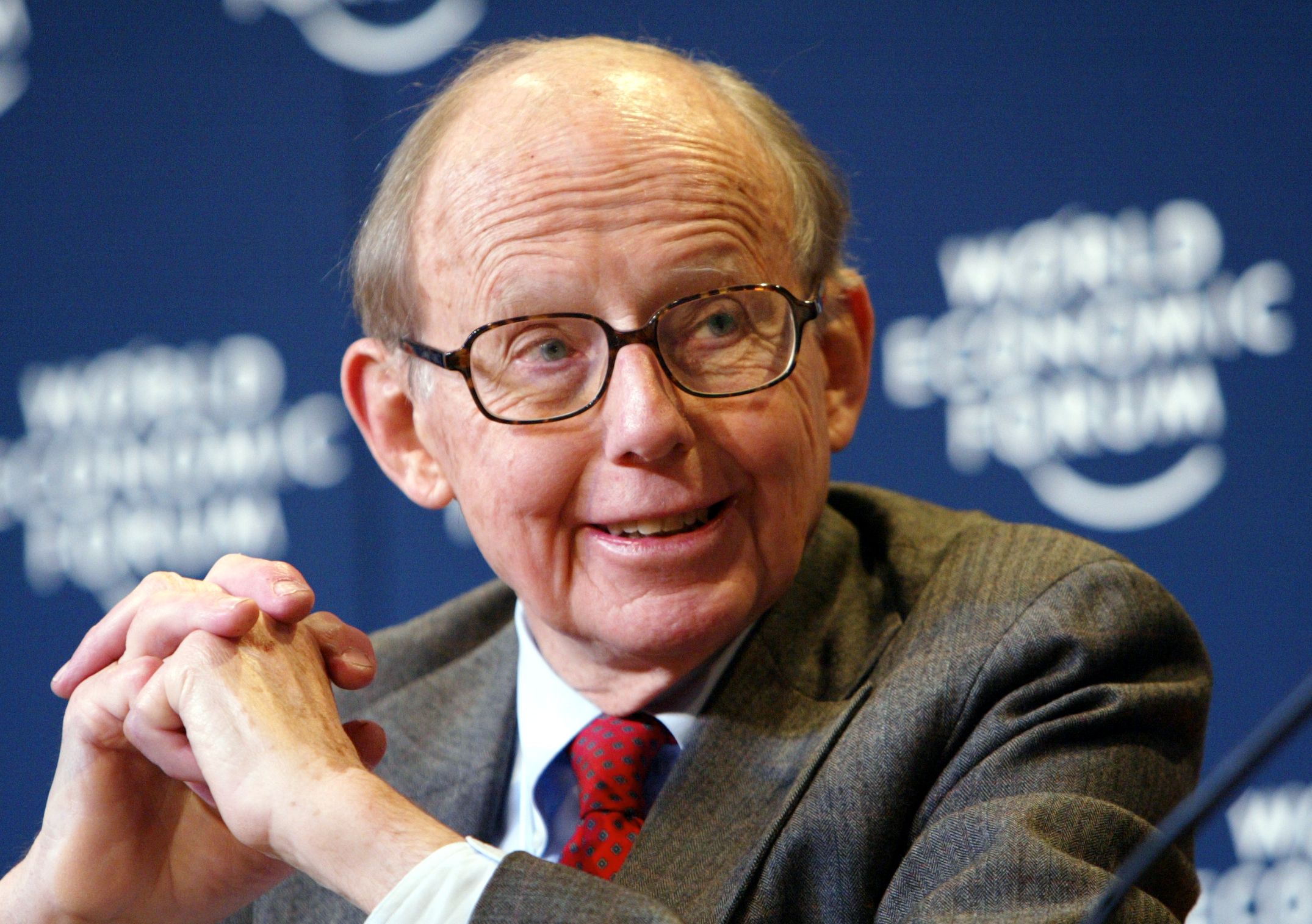
国際政治学者サミュエル・P・ハンティントン(1927-2008)誕生。

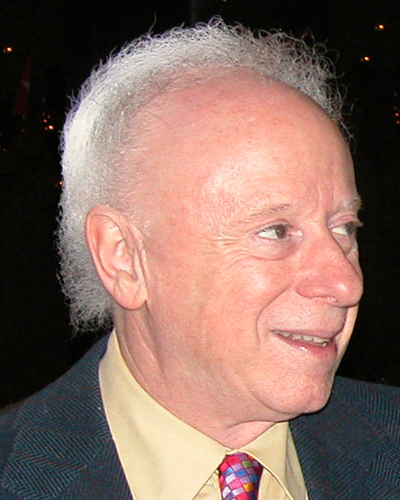
コレステロール代謝研究の先駆者、ジョーゼフ・ゴールドスタイン(1940-)誕生。

### 人物
- 1480年 - ルクレツィア・ボルジア、フェラーラ公アルフォンソ1世の妃（+ 1519年）
- 1590年 - アフメト1世、オスマン帝国第14代皇帝（+ 1617年）
- 1622年（元和8年3月8日） - 盤珪永琢、臨済宗の僧侶（+ 1693年）
- 1636年（寛永13年3月13日） - 狩野常信、画家（+ 1713年）
- 1703年（元禄16年3月3日） - 永井直期、第6代摂津国高槻藩主（+ 1765年）
- 1746年（延享3年2月28日） - 徳川重倫、第8代紀伊国紀州藩主（+ 1829年）
- 1755年（宝暦5年3月7日） - 松平頼謙、第6代伊予国西条藩主（+ 1806年）
- 1799年 - ジョン・ヤング・メイソン、アメリカ合衆国司法長官（+ 1859年）
- 1810年（文化7年3月15日） - 黒田直静、第7代上総国久留里藩主（+ 1854年）
- 1815年（文化7年3月9日） - 稲葉幾通、第13代豊後国臼杵藩主（+ 1844年）
- 1819年 - フランツ・スッペ、作曲家（+ 1895年）
- 1819年 - カルロス・マヌエル・デ・セスペデス、キューバの革命家（+ 1874年）
- 1838年 - ポール・ボアボードラン、化学者（+ 1912年）
- 1842年（天保13年3月8日） - 川端玉章、日本画家（+ 1913年）
- 1880年 - サム・クロフォード、元プロ野球選手（+ 1968年）
- 1882年 - 五島慶太、実業家、政治家（+ 1959年）
- 1882年 - レオポルド・ストコフスキー、指揮者（+ 1977年）
- 1888年 - 4代目柳家小さん、落語家（+ 1947年）
- 1888年 - ダフィー・ルイス、元プロ野球選手（+ 1979年）
- 1895年 - 大木惇夫、詩人（+ 1977年）
- 1902年 - ジュゼッペ・ペッラ、政治家、イタリア首相（+ 1981年）
- 1903年 - 三岸好太郎、画家（+ 1934年）
- 1903年 - 芝不器男、俳人（+ 1930年）
- 1904年 - ジュゼッペ・テラーニ、建築家（+ 1943年）
- 1905年 - 中川信夫、映画監督（+ 1984年）
- 1905年 - ジョージ・ヒッチングス、薬理学者（+ 1998年）
- 1905年 - 高山岩男、哲学者（+ 1993年）
- 1907年 - ラース・ヴァレリアン・アールフォルス、数学者（+ 1996年）
- 1907年 - ロージャ・ミクローシュ、作曲家（+ 1995年）
- 1917年 - 島尾敏雄、小説家（+ 1986年）
- 1918年 - 橋本忍、脚本家（+ 2018年）
- 1918年 - 神島二郎、政治学者（+ 1998年）
- 1918年 - ガブリエル・アクセル、映画監督（+ 2014年）
- 1920年 - エーリヒ・パウージン、フィギュアスケート選手（+ 1997年）
- 1920年 - 安岡章太郎、小説家※戸籍上は1920年5月30日（+ 2013年）
- 1923年 - 稲垣定雄、元プロ野球選手
- 1923年 - 三枝充悳、仏教学者、筑波大学名誉教授（+ 2010年）
- 1924年 - 大橋敦子、俳人（+ 2014年）
- 1924年 - クラレンス・"ゲイトマウス"・ブラウン、ミュージシャン（+ 2005年）
- 1925年 - 國登國生、元大相撲力士（+ 1995年）
- 1926年 - 清水信次、実業家、ライフコーポレーション創業者、日本スーパーマーケット協会・国民生活産業・消費者団体連合会（生団連）創立者（+ 2022年）
- 1926年 - 李翰祥、映画監督（+ 1996年）
- 1927年 - サミュエル・P・ハンティントン、政治学者（+ 2008年）
- 1928年 - 佐藤幹夫、数学者（+ 2023年）
- 1928年 - Howard S. Becker、ラベリング理論提唱者
- 1928年 - 愛野興一郎、政治家（+ 1998年）
- 1928年 - 近藤乾之助、能楽師（+ 2015年）
- 1931年 - 荒木浩、元東京電力社長（+ 2021年）
- 1931年 - 犬養智子、評論家、作家（+ 2016年）
- 1931年 - ダン・オルヴェウス、心理学者、いじめ研究の第一人者（+ 2020年）
- 1932年 - 川合伸旺、俳優（+ 2006年）
- 1935年 - 蓬茨霊運、天文学者（+ 1999年）
- 1935年 - 橋本昌二、囲碁棋士（+ 2009年）
- 1935年 - 若井けんじ、漫才師（+ 1987年）
- 1937年 - 青木宥明、元プロ野球選手（+ 2001年）
- 1937年 - 安倍圭子、マリンバ奏者
- 1940年 - ウラジーミル・ワシーリエフ、バレエダンサー、振付家
- 1940年 - ジョーゼフ・ゴールドスタイン、生化学者、遺伝学者
- 1942年 - 池坊保子、華道家、政治家
- 1942年 - 橋野昭南、元プロ野球選手
- 1942年 - 小松時男、元プロ野球選手
- 1942年 - ヨッヘン・リント、レーシングドライバー（+ 1970年）
- 1943年 - 上杉邦憲、宇宙工学者、米沢藩上杉氏第17代目当主
- 1943年 - 吉村実子、女優
- 1943年 - 鬼頭洋、元プロ野球選手
- 1944年 - 溜池敏隆、元プロ野球選手
- 1945年 - 大塚徹、元プロ野球選手（+ 2018年）
- 1946年 - 中川謙三、実業家、元TOKYO MX社長
- 1946年 - 摩利按世、声優、女優（+ 2014年）
- 1947年 - 小阪修平、評論家（+ 2007年）
- 1947年 - ジェームズ・ウッズ、俳優
- 1948年 - 出口治明、実業家、ライフネット生命保険創業者、立命館アジア太平洋大学元学長
- 1949年 - つボイノリオ、歌手、タレント
- 1949年 - 荒川洋治、詩人
- 1949年 - 谷口隆義、政治家
- 1949年 - チャールズ・フェファーマン、数学者
- 1949年 - 鈴木康二朗、元プロ野球選手（+ 2019年）
- 1950年 - 真夏竜、俳優
- 1950年 - ケニー・オルテガ、振付師、映画監督
- 1950年 - グリゴリー・ソコロフ、ピアニスト
- 1951年 - 松永二三男、アナウンサー
- 1952年 - 笹本信二、元プロ野球選手
- 1953年 - 岸田敏志、シンガーソングライター、俳優
- 1953年 - 森雅裕、小説家
- 1953年 - リック・モラニス、俳優
- 1955年 - 河埜敬幸、元プロ野球選手
- 1955年 - 鈴木紀子、バスケットボール選手
- 1955年 - ボビー・カスティーヨ、元プロ野球選手
- 1956年 - 宅麻伸、俳優
- 1956年 - エリック・ロバーツ、俳優
- 1956年 - 中里和人、写真家、東京造形大学名誉教授
- 1956年 - 巨砲丈士、元大相撲力士
- 1957年 - ジーニー、13歳まで部屋に監禁されていた少女
- 1958年 - 小宮悦子、アナウンサー
- 1959年 - 伊豆田洋之、ミュージシャン
- 1959年 - 岡山洋一、英語学者
- 1959年 - 赤城徳彦、政治家
- 1961年 - ゴージャス松野、タレント、プロレスラー
- 1961年 - フランコ・チェザリーニ、作曲家、指揮者、フルート奏者
- 1962年 - 緑健児、空手家
- 1962年 - 鵜飼久美子、声優
- 1963年 - 内多勝康、元アナウンサー
- 1963年 - 片石千春、声優
- 1964年 - 長原成樹、タレント
- 1964年 - 橋本欣也、政治家、鹿児島県伊佐市長
- 1965年 - 高橋美穂 、政治家、行政書士
- 1965年 - 高橋功一、元プロ野球選手
- 1965年 - 達正光、将棋棋士（+ 2007年）
- 1966年 - 八谷和彦、メディアアーティスト
- 1967年 - 小貫岩夫、声楽家（テノール）、オペラ歌手、合唱指揮者
- 1967年 - 松山秀明、元プロ野球選手
- 1967年 - 飯田正吾、元サッカー選手
- 1968年 - 小野文惠、NHKアナウンサー
- 1968年 - 黒崎めぐみ、アナウンサー
- 1968年 - 田中友英、RKB毎日放送アナウンサー
- 1969年 - 黒田清子、元皇族
- 1969年 - みなみ鈴香、元プロレスラー
- 1969年 - ステファン・シュヴァルツ、元サッカー選手
- 1970年 - 佐伯貴弘、元プロ野球選手
- 1970年 - 朝岡実嶺、女優、元AV女優
- 1970年 - 高嶋徹、元プロ野球選手（+ 2021年）
- 1971年 - 片野坂知宏、元サッカー選手、指導者
- 1971年 - デイヴィッド・テナント、俳優
- 1971年 - 鬼頭典子、声優
- 1971年 - 天草二郎、演歌歌手
- 1972年 - 薩川了洋、元サッカー選手、指導者
- 1973年 - 阿波勝哉、競艇選手
- 1973年 - 北川哲也、元プロ野球選手
- 1973年 - ハイレ・ゲブレセラシェ、陸上選手
- 1974年 - 伊藤裕子、女優
- 1974年 - 鈴木英之、俳優、劇作家、演出家
- 1974年 - 柴暢彦、元サッカー選手、指導者
- 1974年 - 堀田一郎、元プロ野球選手
- 1975年 - 斉藤秀光、元プロ野球選手
- 1975年 - 天達武史、気象予報士
- 1975年 - 鹿島千穂、アナウンサー、DJ
- 1976年 - Fayray、歌手
- 1976年 - 三浦誠司、ソングライター、編曲家
- 1976年 - 金子祐介、元スキージャンプ選手、指導者
- 1978年 - 都築龍太、元サッカー選手
- 1979年 - 上地雄輔、俳優、歌手
- 1979年 - 石川直生、キックボクサー
- 1979年 - アンソニー・デビッドソン、レーシングドライバー
- 1979年 - マシュー・アップソン、サッカー選手
- 1979年 - コートニー・カーダシアン、ソーシャライト、タレント
- 1980年 - 小林宏之、元サッカー選手、指導者
- 1980年 - 石堂克利、元プロ野球選手
- 1981年 - 星村麻衣、シンガーソングライター
- 1981年 - 花瀬めぐみ、女優、モデル
- 1981年 - 滝田樹里、声優
- 1981年 - 三角みづ紀、詩人
- 1981年 - 中本和希、元プロ野球選手
- 1981年 - 唐鳳、プログラマー、政治家
- 1982年 - 吉田拡郎、競艇選手
- 1983年 - 加藤凛太郎、俳優
- 1983年 - 高村透、小説家
- 1983年 - 小西美加、野球選手
- 1983年 - 富永旭、元プロ野球選手
- 1983年 - ミゲル・カブレラ、プロ野球選手
- 1984年 - IKE、歌手（SPYAIR）
- 1984年 - 飛弾暁、元サッカー選手、指導者
- 1984年 - 鈴木健太、元アナウンサー
- 1984年 - アメリカ・フェレーラ、女優
- 1984年 - ソクジュ、格闘家
- 1984年 - マルコス・マテオ、元プロ野球選手
- 1985年 - 水落暢明、元プロ野球選手
- 1985年 - ウカシュ・ファビアンスキ、サッカー選手
- 1985年 - 範田紗々、女優、元AV女優
- 1985年 - 嶋村侑、声優
- 1986年 - 松清勇幸、俳優、ミュージシャン（HIROZ、HIROZ SEVEN+）
- 1986年 - 岩本貴裕、元プロ野球選手
- 1986年 - ビリー・バトラー、元プロ野球選手
- 1987年 - さとう里香、元グラビアアイドル、元タレント
- 1987年 - 伊藤大介、元サッカー選手
- 1988年 - 土井誠、元タレント（元ジャニーズJr.）
- 1988年 - 土井龍二、元タレント（元ジャニーズJr.）
- 1988年 - 荒浪和沙、声優
- 1989年 - 髙橋奈々、フットサル選手、元サッカー選手
- 1989年 - 水谷太洋、フィギュアスケートアイスダンス選手
- 1989年 - 熊代聖人、元プロ野球選手
- 1989年 - 丹羽将弥、元プロ野球選手
- 1990年 - 伊藤直人、俳優
- 1990年 - 朝里樹、作家
- 1990年 - 石戸泰志、作曲家
- 1990年 - 高田茜、バレエダンサー
- 1990年 - 峯村沙紀、バレーボール選手
- 1990年 - 狩野祐介、バスケットボール選手
- 1990年 - ヴォイチェフ・シュチェスニー、サッカー選手
- 1990年 - ブルーノ・レオナルド・フォルミゴーニ、サッカー選手
- 1990年 - ヘンダーソン・アルバレス、プロ野球選手
- 1991年 - あいださくら、元AV女優
- 1991年 - 松井ありさ、タレント
- 1992年 - 小松美咲、女優
- 1992年 - 幸田夢波、声優、ブロガー
- 1992年 - 江口実沙、テニス選手
- 1992年 - 金木和也、作詞家、作曲家
- 1993年 - 清水真緒、タレント
- 1993年 - 髙山俊、プロ野球選手
- 1993年 - 西川健太郎、元プロ野球選手
- 1993年 - 三根和起、元サッカー選手
- 1993年 - 高橋咲妃恵、元バレーボール選手
- 1994年 - 武田健吾、元プロ野球選手
- 1994年 - 餅田コシヒカリ、お笑い芸人（駆け抜けて軽トラ）
- 1996年 - 興津正太郎、俳優
- 1996年 - 本橋優美、プロボウラー
- 1996年 - 森本千瑛、アナウンサー
- 1997年 - 土橋晶、タレント
- 1997年 - 鶴田玲美、陸上選手
- 1997年 - 岩田 涼太、YouTuber（だいにぐるーぷ）
- 1997年 - ピーター・ランバート、プロ野球選手
- 1998年 - 三島遥香、タレント、元アイドル（元STU48）
- 1999年 - 谷山毅、俳優
- 1999年 - 三間瑠依、バスケットボール選手
- 2000年 - 大園玲、アイドル（櫻坂46）
- 2000年 - 多田萌加、タレント、アイドル（元SNOW CRYSTAL、タイトル未定）
- 2001年 - 及川雅貴、プロ野球選手
- 2002年 - 鈴木史哉、サッカー選手
- 2003年 - 桜井美里、タレント、女優、元アイドル（元ukka）
- 2003年 - 鶴屋美咲、女優、歌手、ファッションモデル、パフォーマー（Girls2）
- 2005年 - 星野ひので、プロ野球選手
- 2006年 - 柴田獅子、プロ野球選手
- 生年不詳 - 日菜森めぶき、アイドル（ディア☆）
- 生年不詳 - Ayumi.、歌手、タレント
- 生年不詳 - さいとうつかさ、イラストレーター
- 生年不詳 - 坂本次郎、漫画家
- 生年不明 - 粟津貴嗣、元声優

### 人物以外（動物など）
- 2001年 - くぅ〜ちゃん、ペットモデル、ペットタレント

## 忌日

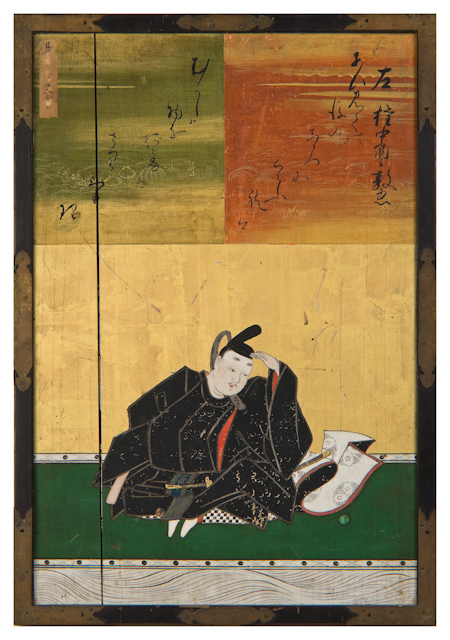
歌人藤原敦忠(906-943)没。画像は、狩野尚信画『三十六歌仙額』

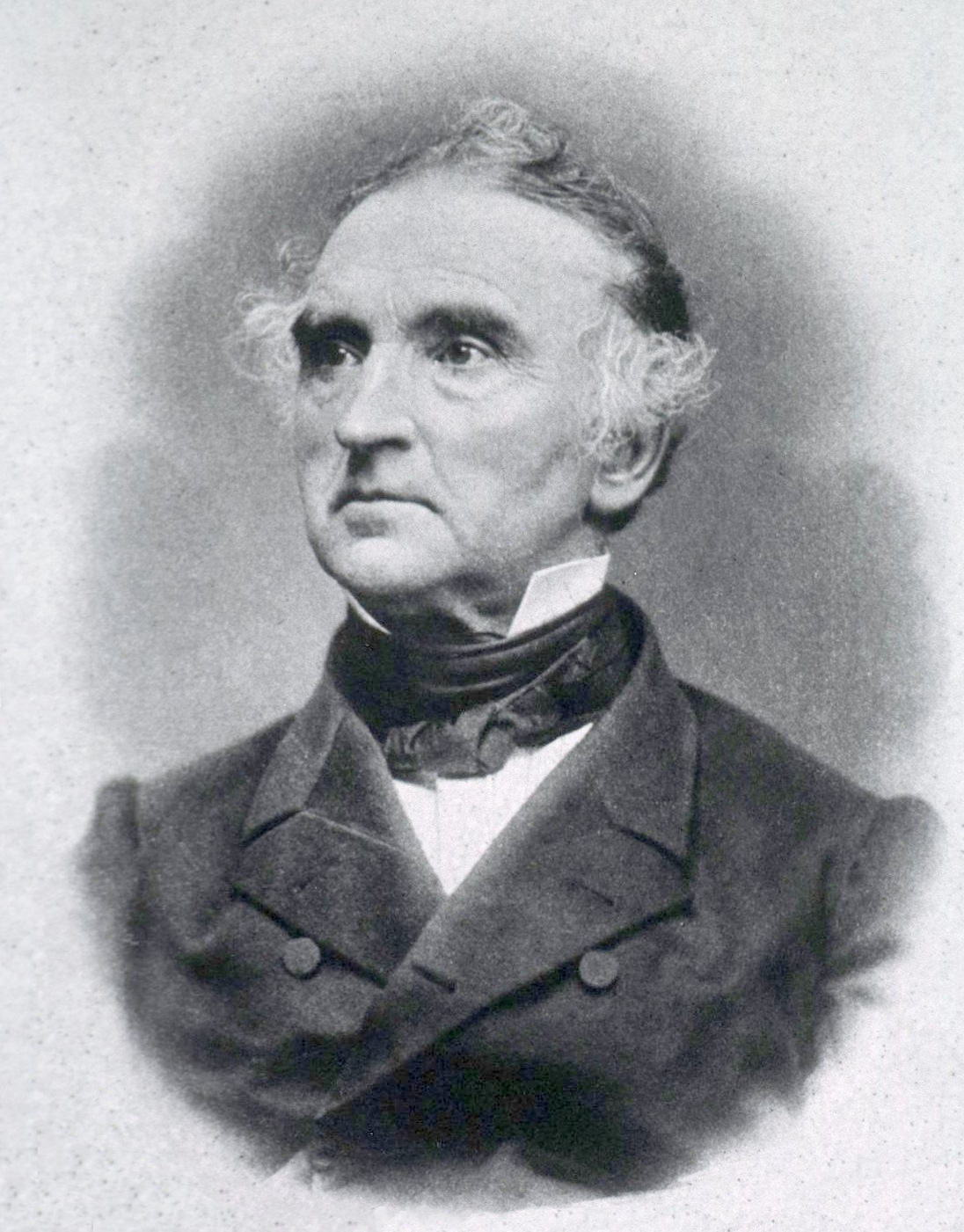
化学者ユストゥス・フォン・リービッヒ(1803年-1873年)没。有機化学の確立に大きく貢献した。

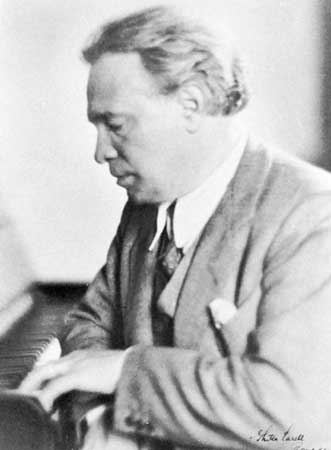
作曲家オットリーノ・レスピーギ(1879年 - 1936年)没。代表作は、交響詩三部作「ローマの泉」「ローマの松」「ローマの祭」。そのほか、オペラ、コンチェルト、室内楽など多くの作品を残す。

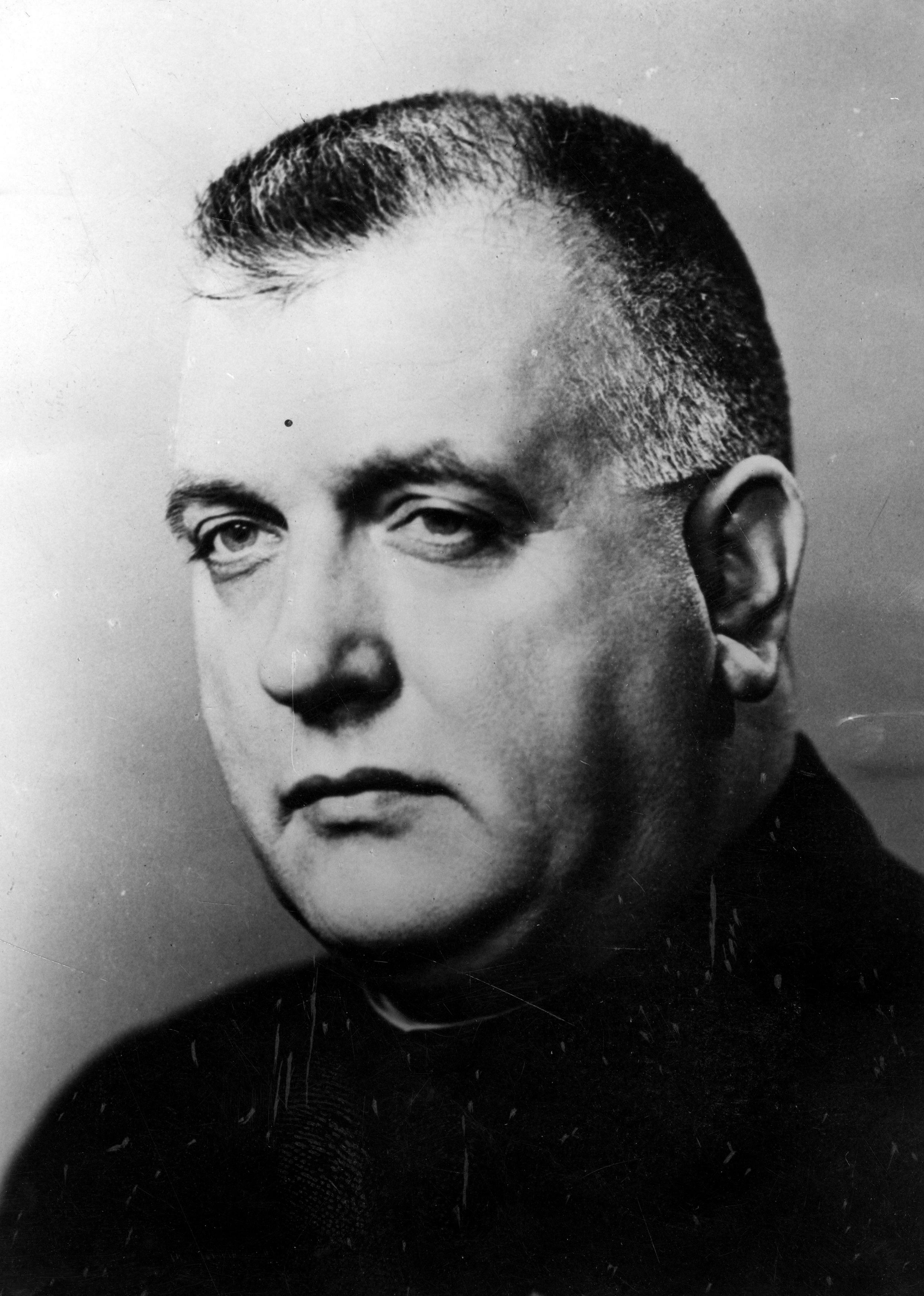
スロバキア共和国の初代大統領ヨゼフ・ティソ(1887-1947)絞首刑により没。

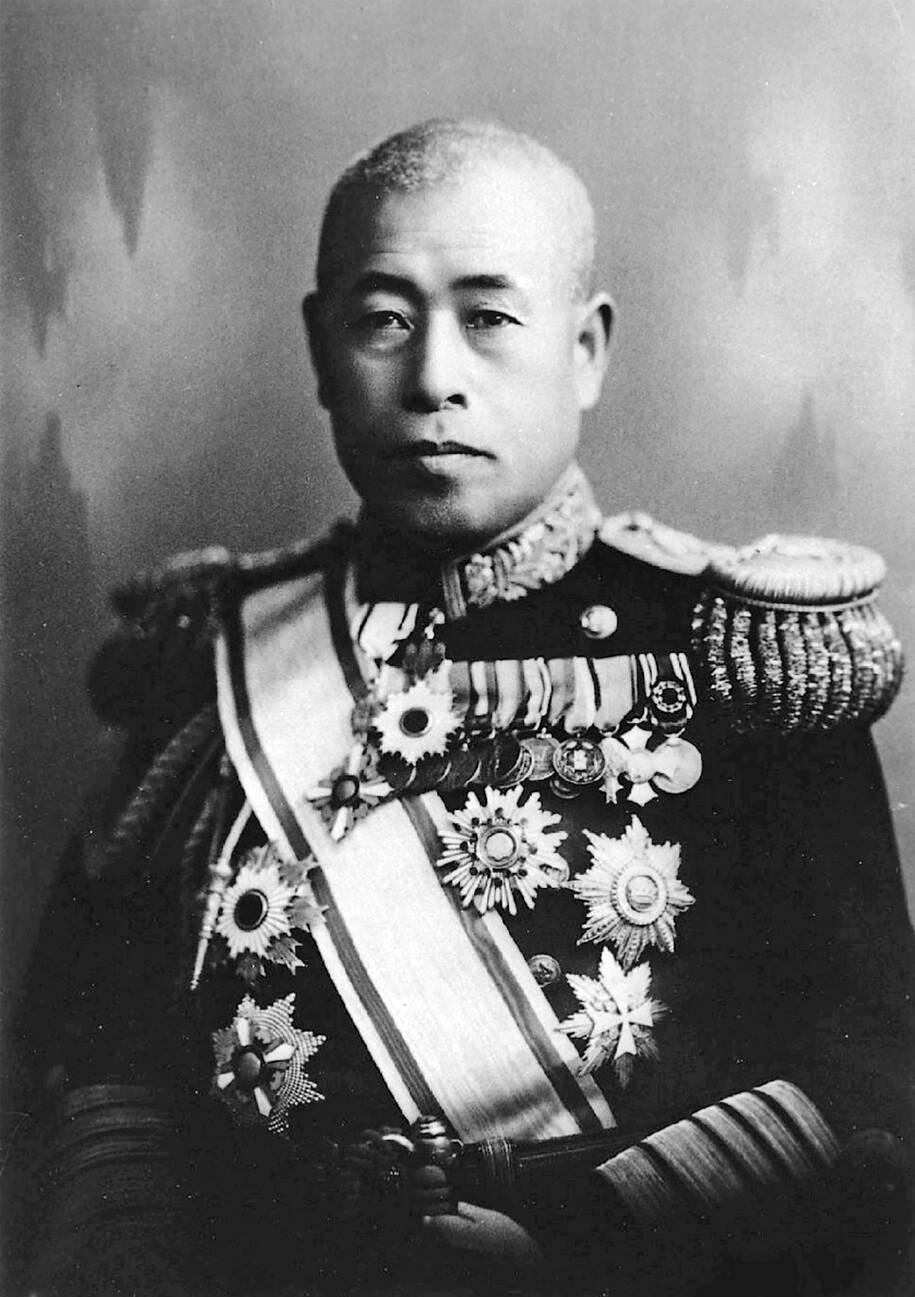
海軍軍人、連合艦隊司令長官山本五十六(1884年 - 1943年)、海軍甲事件で戦死。

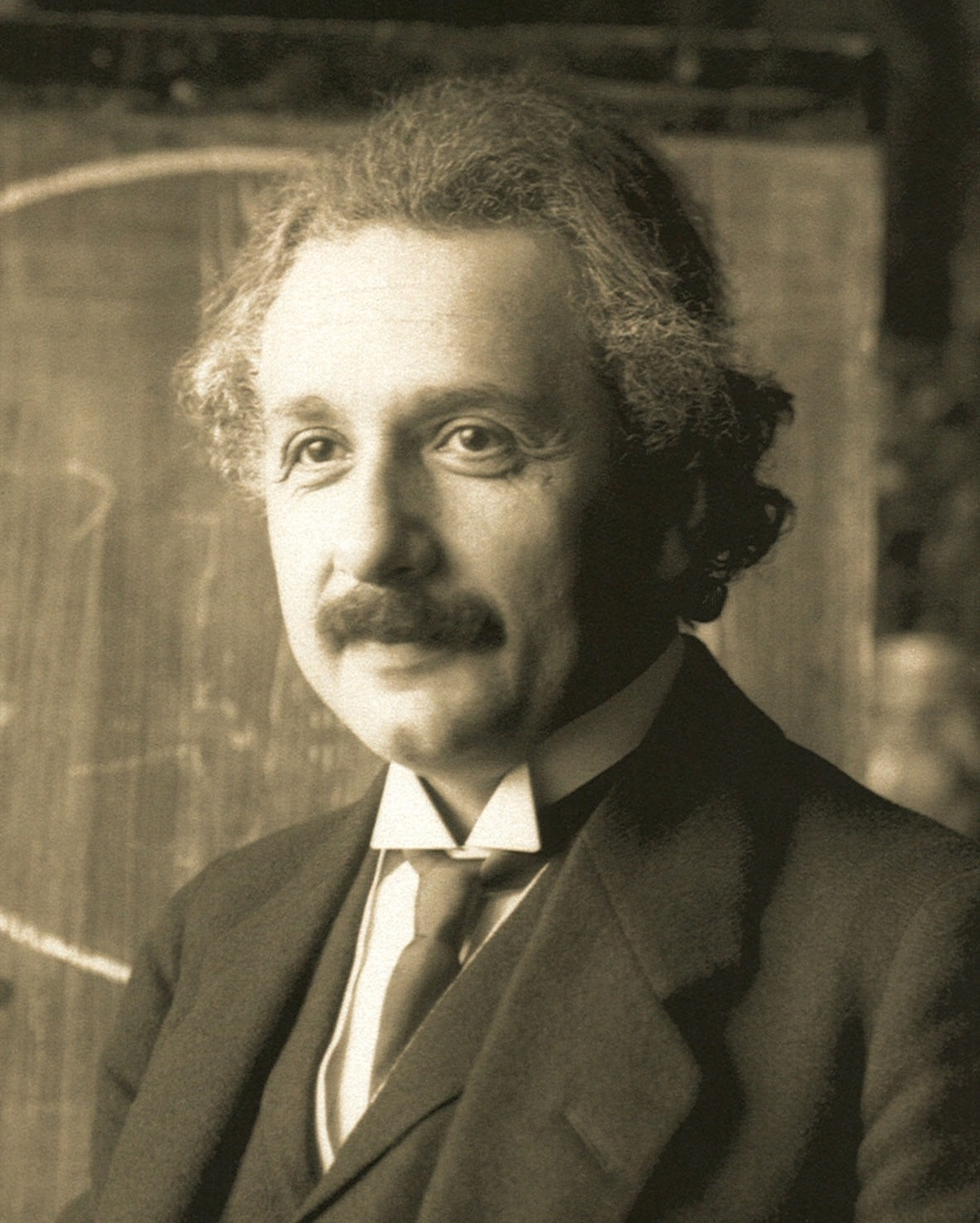
物理学者アルベルト・アインシュタイン(1879-1955)没。

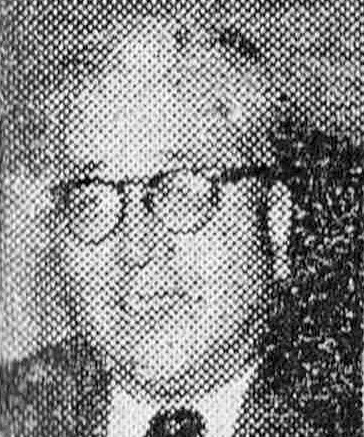
松竹社長、映画プロデューサー城戸四郎(1894-1977)没。脚本を重視し、小市民映画を開拓。また、宝塚少女歌劇に対抗し、松竹少女歌劇を発展させた。

- 879年（元慶3年3月23日） - 正子内親王、淳和天皇の皇后（* 810年）
- 943年（天慶6年3月7日） - 藤原敦忠、平安時代の公卿、歌人（* 906年）
- 1556年 - ルイージ・アラマンニ、詩人、政治家（* 1495年）
- 1731年 - ジョヴァンナ・フラテリーニ、画家（* 1666年）
- 1758年 - ローレンツ・ハイスター、解剖学者、外科医、植物学者（* 1683年）
- 1766年 - コッラード・ジアキント、画家（* 1703年）
- 1796年 - ヨハン・ヴィルケ（英語版）、物理学者、電気盆を発明（* 1732年）
- 1802年 - エラズマス・ダーウィン、医師、自然哲学者（* 1731年）
- 1845年 - ニコラ・テオドール・ド・ソシュール、植物生理学者（* 1767年）
- 1853年 - ウィリアム・R・キング、政治家、第13代アメリカ合衆国副大統領（* 1786年）
- 1854年 - ユゼフ・エルスネル、作曲家、音楽教育家（* 1769年）
- 1855年 - ジャン＝バティスト・イザベイ、画家（* 1767年）
- 1873年 - ユストゥス・フォン・リービッヒ、化学者（* 1803年）
- 1882年 - ヴィルヘルム・ファトケ、神学者（* 1806年）
- 1883年 - エドゥアール・ロシュ、天文学者（* 1820年）
- 1898年 - ギュスターヴ・モロー、画家（* 1826年）
- 1919年 - 上杉茂憲、第13代米沢藩主（* 1844年）
- 1928年 - 宮崎道三郎、法学者（* 1855年）
- 1930年 - ジャック・スティベッツ、元プロ野球選手（* 1868年）
- 1936年 - オットリーノ・レスピーギ、作曲家（* 1879年）
- 1940年 - カタリーナ・シュラット、オーストリア皇帝フランツ・ヨーゼフ1世の愛人（* 1853年）
- 1940年 - キッド・マッコイ、プロボクサー（* 1870年）
- 1940年 - 渡邊千冬、政治家、実業家、第32代司法大臣（* 1876年）
- 1942年 - ガートルード・ヴァンダービルト・ホイットニー、彫刻家（* 1875年）
- 1943年 - 山本五十六、日本海軍の軍人、連合艦隊司令長官（* 1884年）
- 1945年 - ジョン・フレミング、物理学者（* 1849年）
- 1945年 - ヴィルヘルム・フリードリヒ・ツー・ヴィート、アルバニア公（* 1876年）
- 1945年 - アーニー・パイル、アメリカ軍の従軍記者（* 1900年）
- 1947年 - ヨゼフ・ティソ、第二次世界大戦期のスロバキアの指導者（* 1887年）
- 1949年 - レナード・ブルームフィールド、言語学者（* 1887年）
- 1951年 - アントニオ・オスカル・カルモナ、政治家、ポルトガル大統領（* 1869年）
- 1955年 - アルベルト・アインシュタイン、物理学者（* 1879年）
- 1955年 - オイゲン・ヘリゲル、哲学者（* 1884年）
- 1960年 - フランクリン・S・ハリス、農学者、宣教師（* 1884年）
- 1961年 - 長田新、教育学者、広島大学名誉教授（* 1887年）
- 1962年 - 佐藤武夫、元プロ野球選手（* 1916年）
- 1963年 - 夏目鏡子、夏目漱石の妻（* 1877年）
- 1963年 - 手島栄、官僚、政治家、第18代郵政大臣（* 1896年）
- 1964年 - 朝倉文夫、彫刻家（* 1883年）
- 1966年 - 山端庸介、写真家、従軍カメラマン（* 1917年）
- 1967年 - 稲川東一郎、高校野球指導者（* 1905年）
- 1970年 - 牧野英一、法学者（* 1878年）
- 1970年 - ミハウ・カレツキ、経済学者（* 1899年）
- 1970年 - ドナルド・フィンレー、陸上競技選手（* 1909年）
- 1973年 - アルフレッド・ジョイ、天文学者（* 1882年）
- 1974年 - マルセル・パニョル、作家（* 1895年）
- 1974年 - 里見岸雄、思想家（* 1897年）
- 1977年 - 城戸四郎、映画プロデューサー、元松竹社長（* 1894年）
- 1981年 - 横森久、俳優、声優（* 1928年）
- 1982年 - 大栗裕、作曲家（* 1918年）
- 1983年 - 八木治郎、フリーアナウンサー（* 1925年）
- 1993年 - 木村政彦、柔道家（* 1917年）
- 1993年 - 山高昭、翻訳家、編集者（* 1927年）
- 1995年 - 生田恵子、歌手（* 1928年）
- 1997年 - 白暁燕、アイドル（* 1980年）
- 1999年 - 三岸節子、洋画家（* 1905年）
- 2002年 - トール・ヘイエルダール、人類学者、探検家（* 1914年）
- 2002年 - 荒井欣一、UFO研究者（* 1923年）
- 2002年  - ワフー・マクダニエル、プロレスラー、アメリカンフットボール選手（* 1938年）
- 2003年 - 高橋荒太郎[6]、実業家、元松下電器産業（現パナソニック）会長（* 1903年）
- 2003年 - エドガー・F・コッド、計算機科学者（* 1923年）
- 2003年 - 城塚登、倫理学者、社会思想史家、東京大学名誉教授、元共立女子大学学長（* 1927年）
- 2004年 - 桃井真、陸軍軍人、国際政治学者（* 1923年）
- 2004年 - 野坂浩賢、政治家、第59代内閣官房長官、第61代建設大臣（* 1924年）
- 2004年 - 穐山篤、政治家（* 1927年）
- 2005年 - 二代目桂文朝、落語家（* 1942年）
- 2006年 - 竹田現照、政治家（* 1924年）
- 2007年 - 馬渡一真、実業家、初代日本テレコム社長（* 1923年）
- 2007年 - 伊藤一長、政治家、長崎県長崎市長（* 1945年）
- 2007年 - 小野兼弘、宗教家、釈尊会会長（* 1952年）
- 2008年 - 吉野裕子、民俗学者（* 1916年）
- 2008年 - 谷津勲、俳優（* 1929年）
- 2009年 - 栗栖継、翻訳家、チェコ文学者、エスぺランティスト（* 1910年）
- 2009年 - 大内力、経済学者、東京大学名誉教授、信州大学名誉教授（* 1918年）
- 2010年 - 中馬辰猪、政治家、第39代建設大臣（* 1916年）
- 2010年 - 与那覇しづ、保健婦（* 1923年）
- 2010年 - 三栖右嗣、洋画家（* 1927年）
- 2010年 - アブー・アイユーブ・アル＝マスリー、ムジャーヒディーン評議会指導者（* 1968年）
- 2010年 - アブー・ウマル・アル＝バグダーディー、ISIL指導者（* 生年不詳）
- 2011年 - 島田陽子、詩人、作詞家（* 1929年）
- 2011年 - 若鳴門清海、大相撲力士（* 1939年）
- 2011年 - 松野秋鳴、ライトノベル作家（* 1979年）
- 2011年 - オルバヨ・アデフェミ、サッカー選手（* 1985年）
- 2011年 - キム・ユリ、ファッションモデル（* 1989年）
- 2012年 - ディック・クラーク、テレビ・ラジオパーソナリティー、テレビプロデューサー（* 1929年）
- 2013年 - 高橋国一郎、土木工学者、建設官僚、日本道路公団総裁（* 1921年）
- 2014年 - 外郎藤右衛門康祐、実業家、ういろう会長（* 1915年）
- 2014年 - 清水汪、環境事務次官（* 1926年）
- 2014年 - 坂井宏先、編集者、出版人、元ポプラ社社長（* 1946年）
- 2014年 - ディラン・トンビデス、サッカー選手（* 1994年）
- 2016年 - 金子満広、政治家、第2代日本共産党書記局長（* 1924年）
- 2017年 - 河本一郎、法学者、弁護士、神戸大学名誉教授、神戸学院大学名誉教授（* 1923年）
- 2017年 - ゴードン・ラングフォード、作曲家、編曲家、演奏家（* 1930年）
- 2017年 - 山中静哉、実業家、元アキレス社長（* 1937年）
- 2017年 - ロージー、プロレスラー（* 1970年）
- 2018年 - ブルーノ・サンマルチノ、プロレスラー、元WWWF世界ヘビー級王者（* 1935年）
- 2018年 - ポール・ジョーンズ、プロレスラー、マネージャー（* 1942年）
- 2018年 - 森雄二、歌手（* 1942年）
- 2018年 - 森昭治、大蔵官僚、第2代金融庁長官（* 1943年）
- 2018年 - 廣重毅、空手家、極真武道空手連盟極真拳武會設立者（* 1947年）
- 2019年 - 曽我祐次、元日本社会党副書記長（*1925年）
- 2019年 - ロレイン・ウォーレン、超常現象研究家（* 1927年）
- 2019年 - 有馬三恵子、作詞家（* 1935年または1936年）
- 2020年 - 手塚昌利、実業家、元阪神電気鉄道社長、元阪神タイガースオーナー（* 1931年）
- 2020年 - ディック・スタインボーン、プロレスラー、元AWA世界タッグチーム王者（* 1933年）
- 2020年 - ポール・オニール、実業家、政治家、経済評論家、第72代米国財務長官（* 1935年）
- 2020年 - 青柳卓雄、医用工学者（* 1936年）
- 2021年 - チャーリー浜、お笑いタレント、喜劇俳優、吉本新喜劇座員（* 1942年）
- 2021年 - 阪本是丸、歴史学者、神道学者、國學院大學名誉教授（* 1950年）
- 2022年 - ヤネス・マティチッチ、作曲家、ピアニスト（* 1926年）
- 2022年 - 田口栄一、実業家、元三菱レイヨン（現三菱ケミカル）社長（* 1932年）
- 2022年 - ハリソン・バートウィッスル、作曲家（* 1934年）
- 2022年 - ヘルマン・ニッチュ、パフォーマンスアーティスト（* 1938年）
- 2022年 - 佐々木史朗、映画プロデューサー（* 1939年）
- 2022年 - ヴャチェスラフ・トルブニコフ、諜報員（* 1944年）
- 2022年 - ホセ・サンティアゴ・サンタ・ロマナ、ジャーナリスト、外交官（* 1948年）
- 2022年 - 本松好正、警察官、柔道家（* 1956年）
- 2022年 - ニコラ・アンゲリッシュ、ピアニスト（* 1970年）
- 2022年 - 奈月ここ、原画家、イラストレーター、漫画家（* 生年不詳）
- 2023年 - アルバート・デル・ロサリオ、政治家、元フィリピン外務大臣（* 1939年）
- 2023年 - 久保田剛史、お笑いタレント（インデペンデンスデイ）（* 1987年）
- 2024年 - 堀川清司、土木工学者、元埼玉大学・武蔵工業大学学長、東京大学名誉教授（* 1927年）
- 2024年 - 増井禎夫、細胞生物学者、トロント大学名誉教授（* 1931年）
- 2024年 - 山本圭子、声優、ナレーター（* 1940年）
- 2024年 - ロバート・オクスナム、中国学者、作家、芸術家（* 1942年）
- 2024年 - ディッキー・ベッツ、歌手、ソングライター、ギタリスト（* 1943年）
- 2024年 - 洪世和、作家、ジャーナリスト、社会活動家（* 1947年）
- 2024年 - マンディーサ、ゴスペル歌手、ソングライター（* 1976年）
- 2025年 - 小山正明、プロ野球選手（* 1934年）
- 2025年 - 山口崇、俳優（* 1936年）
- 2025年 - 岩倉博文、政治家、元北海道苫小牧市長（* 1950年）

## 記念日・年中行事

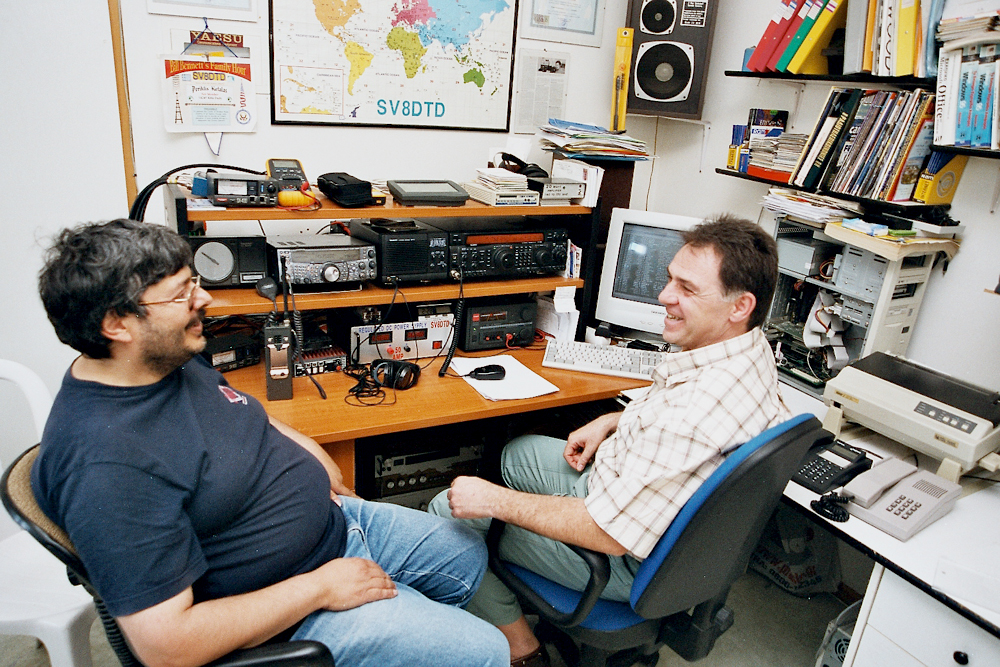
世界アマチュア無線の日

- 世界アマチュア無線の日（ 世界）
1925年4月18日、パリ大学で国際アマチュア無線連合 (IARU) 結成総会が行われたことを記念し、IARUが1973年に制定。
- 独立記念日（ ジンバブエ）
1980年のこの日にジンバブエがイギリスから独立。
- 発明の日（ 日本）
1885年のこの日に現在の「特許法」の元となる「専売特許条例」が公布されたことに由来し、発明協会が1954年に制定。
- お香の日（ 日本）
595年4月に淡路島に香木が日本に漂着したという最初の記録が日本書紀にあることに由来する。4月と「香」を分解した「一十八日」にかけて、1992年4月4日に全国薫物線香組合協議会が制定[7]。
- よい歯の日（ 日本）
「よ(4)い(1)は(8)」の語呂合わせで日本歯科医師会が1993年に制定。他に11月8日が「いい歯の日」となっている。
- 三重県民の日（ 日本三重県）
1876年4月18日に度会県を編入して現在の三重県の範囲が画定したことから。1976年（昭和51年）3月29日に三重県条例第2号として制定。